# Buddhista konyhaművészet

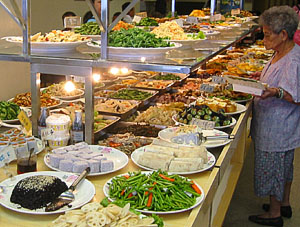
Vegetáriánus étterem a tajvani Tajpej városában, ahol buddhista ételeket szolgálnak fel büfé jelleggel.

A buddhista konyhaművészet kelet-ázsiai konyhaművészet, amelyet a buddhista egyházak és sok hívő követ főleg a kínai buddhizmus által befolyásolt történelmi területeken. Alapvetően vegetáriánus vagy vegán és az ahimszá (erőszakmentesség) dharmikus rendszerére épül. A vegetarianizmus népszerű más dharmikus vallásokban is, mint a hinduizmus, a dzsainizmus és a szikhizmus, vagy a távol-keleti taoizmus. Míg az egyházi emberek egész évben vegetáriánusok, a buddhizmus sok jámbor világi követője csak ideiglenes vegetarianizmust folytat, amely hasonlít a keresztény böjtre.
A vegetáriánus konyhát  Kínában, Hongkongban, Malajziában, Szingapúrban és Tajvanban úgy nevezik, hogy szusi (素食 – "vegetariánus étel"), csunsu (纯素 – "vegán"), csajcej (斋菜 – "böjtölési étel"); Vietnámban to csaj; Japánban sódzsin rjóri (精進料理 – "áldozati konyha); Koreában szacshal umsik (사찰음식 – "templomi étel"); Thaiföldön dzsaj (เจ). A buddhista konyhaművészetben készített ételekre mindenhol hatással volt és van a helyi konyhaművészet.
A buddhista étel, mint a konyhaművészet egyik különálló válfaja, a kolostorokhoz köthető, ahol a közösség egyik tagját bízták meg főszakácsnak, akinek olyan ételeket kellett összeállítania, amelyek megfeleltek a szigorú buddhista fogadalmi követelményeknek. A nagyközönség számára is nyitva tartó kolostorok olykor ételt is szolgáltak fel és egyes templomok éttermeket is fenntartottak. Japánban ezt  úgy nevezik, hogy sódzsin rjóri (精進料理), azaz áldozati konyha, amely sok templomban üzemel, főleg Kiotóban. A közelmúltban vált népszerűvé a zen óbaku iskola valamelyest kínai stílusú étele a fucsa rjóri (普茶料理), amelyet a Manpuku-dzsi templomban és az altemplomaiban szoktak osztani. A mai modern korban a kereskedelmi éttermek is árulnak hasonló stílusú ételeket mind a gyakorló és a nem vallásos embereknek.

## Az ételekkel kapcsolatos filozófiák

### Vegetarianizmus
Minden kifejezetten buddhista étel vegetáriánus, azonban a húsevéssel kapcsolatos vélemények és megszorítások különböznek a különböző szekták között.
A théraváda bhikkhuk (szerzetesek) és bhikkhunik (apácák), akik a világi emberektől alamizsnaként kapott ételeket fogyasztják a húst is megeszik, ha azt adnak nekik (a szerzetesek és apácák páli és szanszkrit elnevezése azt jelenti "aki alamizsnát keres"). Az képez csak kivételt, ha a szerzetes vagy az apáca tudomást szerez róla, hallotta vagy tudja, hogy az állatot kifejezetten azért ölték meg, hogy alamizsnát tudjanak adni belőle nekik, ugyanis az ilyen módon elfogyasztott hús karmikusan negatív lenne. Ugyanezt az elvet követik a laikus buddhisták is, akikről úgy tartják, hogy csak "háromszorosan tiszta húst" (三净肉) fogyasztanak. A szabályok, amelyek szerepelnek páli szútrákban Buddha visszautasítja tanítványa Dévadatta javaslatát, hogy a vegetarianizmus legyen egyházi törvény.
Ezzel szemben a mahájána hagyományban a mahájána szútrák közül több is kifejezetten tiltja a hús elfogyasztását. A japán buddhista szekták papjai általában esznek húst. A buddhizmus minden japán Kamakura szektája (zen, nicsiren, dzsódo) megenyhítette a mahájána vinaját, és ennek következményeként a vegetarianizmus csak opcionális. A tibeti buddhizmusban úgy tartják, hogy tantrikus gyakorlatok miatt számukra nem szükséges a vegetarianizmus. A kínai és a vietnámi buddhista egyházközösség egésze és a koreai zöme szigorúan vegetáriánus.

### Egyéb megkötések
A kelet-ázsiai buddhista konyhaművészet különbözik a nyugati vegetáriánus konyhától egy fontos szempontból, ugyanis tartózkodik a növényélet kioltásától is. A szerzeteseknek és apácáknak szóló buddhista vinaja ellenjavasolja a növények bántását. Ugyanígy mind a mahájána és a théraváda vinaja tiltja a mangó és a fokhagyma fogyasztását.[forrás?]
A kínai, japán és vietnámi mahájána egyház tagjai általában véve kerülik az erős szagú növényeket, különösen a  bűzös husángot, a mogyoróhagymát és a hegyi póréhagymát, amelyeket együttesen úgy neveznek, hogy vu-hun (五荤, vagy az 'öt fanyar és erős szagú zöldség') vagy vu-hszin (五辛, vagy 'öt fűszer'), mivel ezek izgatják az érzékszerveket. Ennek az alapját a mahájána Brahamadzsala-szútra, a Súrangama-szútra és a Lankávatára-szútra (8. fejezet) adják. Ma ebbe a szabályba belevesznek egyéb zöldségeket is, mint például a hagyma növénynemzetséget és a koriandert. Ez hasonlít az aszkéták taoista étrendjéhez. Felfedezhetők párhuzamok a hindu és dzsaina konyhaművészetekkel is, ahol szintén kerülik az erős zamatokat.

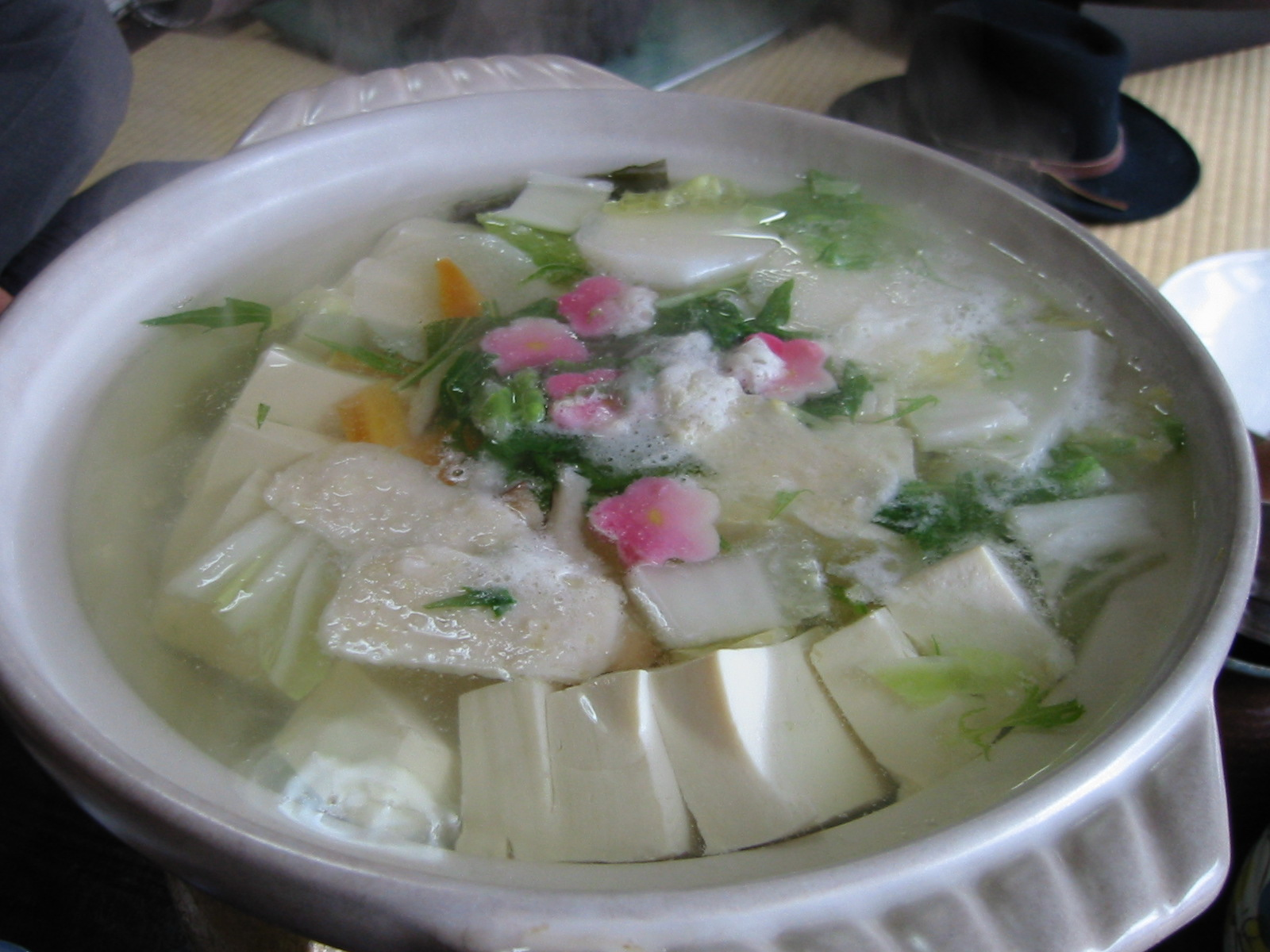
A kiotói sódzsin-rjóri étel, a Rjóan-dzsi zen templomban.

 A szigorú buddhista gyakorlók étele ha nem is vegetáriánus, mégis különleges. Sok kínai buddhista számára a marha, a nagytestű és különleges állatok fogyasztása kerülendő. Kerülik az állat belsőségeinek fogyasztását is. Ezt úgy nevezik hszia-suj (下水).
Sok buddhista kerüli az alkohol és egyéb drogok fogyasztását a tudatra és a tudatosságra gyakorolt hatásuk miatt. Ez az öt fogadalom részét képezi, amely szerint nem szabad fogyasztani bódító, függőséget okozó szereket. Sok buddhista ide sorolja a dohányzást is. Annak ellenére, hogy a koffein is függőséget okoz a tea még sincsen a nem javasolt élelmiszerek listáján. A teát kifejezetten egészségesnek tartják, amely finoman és hatékonyan stimuláló. A teafogyasztással kapcsolatban sok legenda kering az ázsiai buddhista országokban.

### Egyszerű és természetes
Elméletben és gyakorlatban sok helyi stílusú ételt képes befogadni a "buddhista konyha", amennyiben a szakács betartja a fent említett szabályokat. A zen szótó iskola alapítója Dógen Tenzo kjokun ("Instrukciók a szakácsnak") című könyvében a következőket írta az étellel kapcsolatos zen hozzáállásról:
Az étel elkészítése közben fontos őszintének lenni és megbecsülni minden egyes hozzávalót attól függetlenül, hogy az mennyire durva vagy finom. (...) Egy gazdag vajas leves nem jobb önmagától, mint egy vadfűszeres leves. A vadfűszereket ugyanúgy kell kezelni, mintha azok egy gazdag lakoma összetevői volnának, teljes szívvel, őszintén és nyíltan. Amikor a szerzetesek közösségének teszel szolgálatot csak te és ők kóstolják meg a valóság óceánjának ízét... nem az fog számítani, hogy a leves krémes-e, vagy, hogy csak vadfűszerekkel készült.""

## Hozzávalók

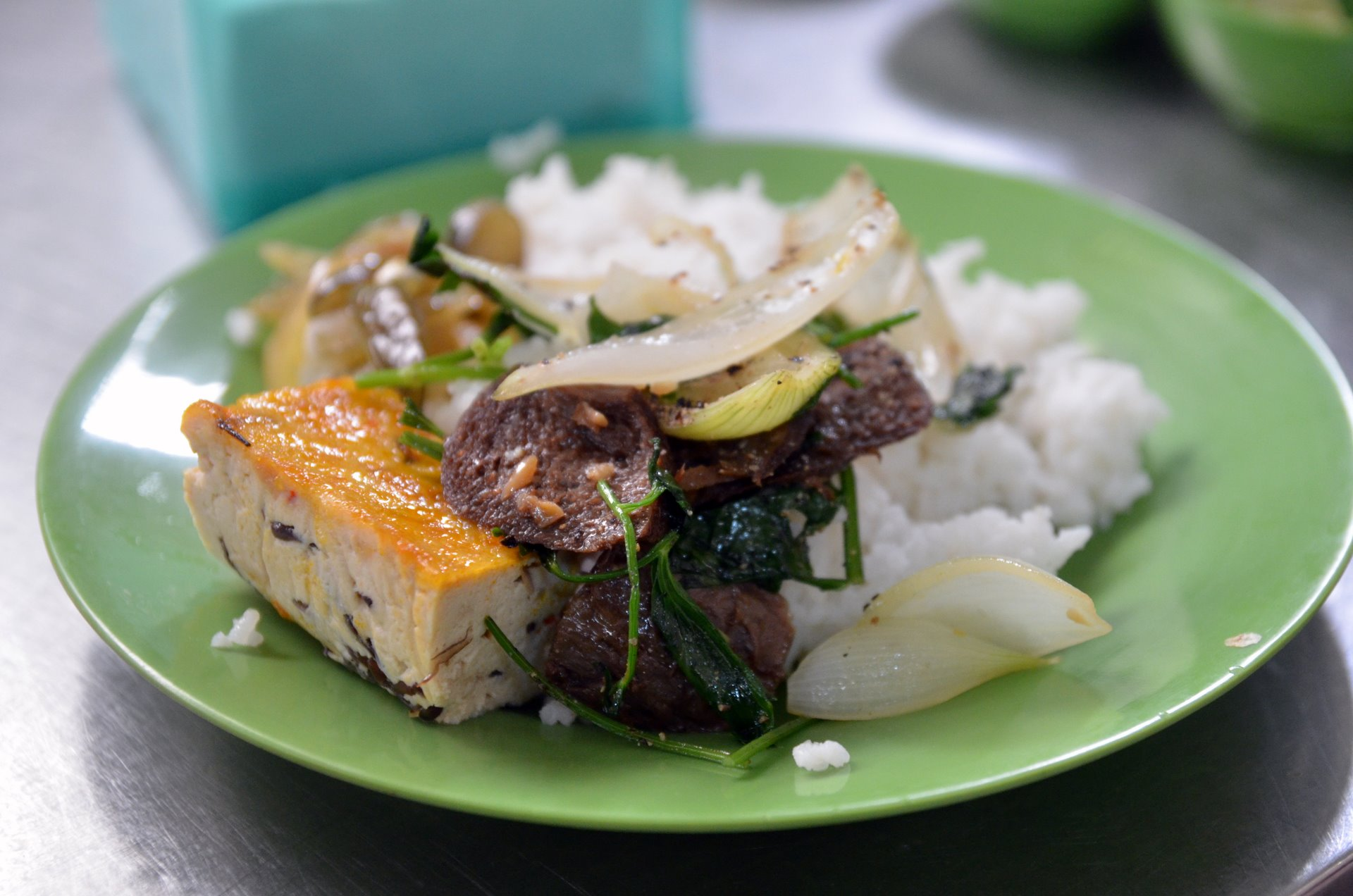
Vegetáriánus tál egy Ho Si Minh-városi buddhista étteremben.

A Kelet-Ázsia jelentős területein domináns rizs a buddhista ételekben is igen gyakori, főleg a reggeli rizskása (vagy más néven a kondzsi). Gyakran szolgálnak fel tésztaféléket és gabonaféléket.  A mindenféle zöldséget leginkább csak hatalmas lángon kevergetve sütik vagy fűszeres lében főzik meg, amelyet különféle szószokkal fogyasztanak. A tojást és a tejtermékeket néha néha engedik és olykor előfordulhatnak kis mennyiségben, azonban a kínai és a japán készítésű tejtermékek nem népszerűek, csupán az amerikai vagy az európai ételekben fordulnak elő. A tojást majdnem húsként kezelik és sok buddhista kerüli. Az ízesítés a helyi szokások szerint változik, például a szójaszósz és a vegán dasi erősen jelen van a japán kolostorok étrendjében, míg a curry Délkelet-Ázsiára jellemző. Édességeket ritkán fogyasztanak, de mértékkel szabad és rendkívüli alkalmakkor kerül terítékre, mint például a japán teaszertartás alkalmával, amely a zen hagyomány egyik szertartása.
A buddhista vegetáriánus szakácsok kifejezetten kreatívvá váltak a hús utánzásában a gabonából készült szeitan, kao fu (烤麸) vagy liszthús termékekkel, vagy szója (mint a tofu vagy tempeh), agaragar, konjaku és egyéb növényi termékekkel. Néhány receptjük a világ legősibb és kifinomultabb húshelyettesítő receptjei közé tartozik.  A szója és a liszthús sokoldalú anyagok, mivel sokféle alakot és textúrát formálhatnak és jól felszívják az ízesítőket, miközben igen kevés saját ízük van.  Megfelelő ízesítéssel sokféle hús ízét lehet velük utánozni.

## Külső hivatkozások
- Shabkar.org: Vegetarianism as a way of life for Buddhists
- Shojin Ryori: Vegetarian Cooking
- Tantras on Buddhist food
- Sutras on vegetarianism
- Return To The Middle Kingdom: Chinese Vegetarian Eating in East Asia
- Toshio Tanahashi
- vegetarian-china.info Archiválva 2023. június 2-i dátummal a Wayback Machine-ben